# Огонёк (Чувашия)
Огонёк (чув. Огонёк) — посёлок в Ибресинском районе Чувашской Республики. Входит в состав Ширтанского сельского поселения.

## География
Находится в центральной части Чувашии на расстоянии приблизительно 3 км на юго-запад по прямой от районного центра посёлка Ибреси.

## История
Основан в 1922 году переселенцем из посёлка Ибреси. Название в честь товарищества «Огонёк» того же села, название которого потом получила артель, образованная в посёлке. Позже работали колхозы «Карл Маркс» и «Костёр». В 1926 году учтено было 4 двора и 19 жителей, в 1939 году — 333 жителя, в 1979 274. В 2002 году отмечено 69 дворов, в 2010 — 61.

## Население
Население составляло 195 человек (чуваши 94 %) в 2002 году, 163 в 2010.